# Auberville-la-Campagne
Auberville-la-Campagne är en kommun i departementet Seine-Maritime i regionen Normandie i norra Frankrike. Kommunen ligger i kantonen Lillebonne som tillhör arrondissementet Le Havre. År 2018 hade Auberville-la-Campagne 642 invånare.

## Befolkningsutveckling
Antalet invånare i kommunen Auberville-la-Campagne
| Referens: INSEE |